# Priscilla Gnetová
Priscilla Gnetová (francouzsky Priscilla Gneto); * 3. srpna 1991 Yopougon, Pobřeží slonoviny) je francouzská zápasnice – judistka afrického původu, držitelka bronzové olympijské medaile z roku 2012.

## Sportovní kariéra
Narodila se do sportovní rodiny a dětství prožila v Abidžanu. Ještě jako malá se přestěhovala do Evropy s otcem fotbalistou, který dostal angažmá na Korsice. Vyrůstala v Porto-Vecchio, kde se seznámila s judem na základní škole. Judu se věnuje i její mladší sestra Astride. V 18 letech se přesunula do Paříže do tréninkovém centra mládeže INSEP. Členkou francouzské seniorské reprezentace je od roku 2010. Připravuje se v Levallois-Perret pod vedením Christiana Chaumonta. V roce 2012 dostala v nominaci na olympijské hry v Londýně přednost před Pénélope Bonnaovou. Trenérům se následně odvděčila ziskem bronzové olympijské medaile, když nestačila pouze na Korejku An Kum-e ve čtvrtfinále. V dalších letech šlo s formou dolů a na chvíli dokonce vypadla z francouzské reprezentace. Poctivě se připravila až na olympijskou sezonu 2016 a vybojovala si účast na olympijských hrách v Riu na úkor Annabelle Euranieové. Její obhajoba bronzové olympijské medaile však vzala za své hned v prvním kole, když v zápase se Švýcarkou Evelyne Tschoppovou dostala hansokumake za úchop za nohu soupeřky.

### Vítězství
- 2010 – 1× světový pohár (Čching-tao)
- 2011 – 1× světový pohár (Baku)

## Výsledky
| Olympijské hry     |     |     | 3.  |     |     |   | úč. |    |  |  |  |  |  |  |  |  |  |  |  |  |  |
| Mistrovství světa  | —   | 5.  |     | úč. | úč. | — |     |    |  |  |  |  |  |  |  |  |  |  |  |  |  |
| Evropské hry       |     |     |     |     |     | — |     |    |  |  |  |  |  |  |  |  |  |  |  |  |  |
| Mistrovství Evropy | —   | úč. | úč. | úč. | —   | — | 2.  | 1. |  |  |  |  |  |  |  |  |  |  |  |  |  |
| MS juniorů         | 3.  |     |     |     |     |   |     |    |  |  |  |  |  |  |  |  |  |  |  |  |  |
| ME juniorů         | úč. |     |     |     |     |   |     |    |  |  |  |  |  |  |  |  |  |  |  |  |  |